# Championnat du Luxembourg de football 1909-1910
Navigation
Saison suivante
La saison 1909-1910 du Championnat du Luxembourg de football était la toute première édition du championnat de première division au Luxembourg. Quatorze clubs (9 équipes premières et 5 équipes réserves) jouent la compétition qui se dispute en matchs à élimination directe.
C'est le club du Racing Club Luxembourg qui remporte le titre en battant en finale l'US Hollerich. C'est donc le tout premier titre de champion du Luxembourg de l'histoire du club.

## Les 14 clubs participants
| - Sparta Dudelange et son équipe réserve - Jeunesse Echternach - Jeunesse d'Esch et son équipe rérserve - The National Esch/Alzette - US Hollerich et son équipe réserve - Racing Club Luxembourg et son équipe réserve - Sporting Club Luxembourg - Chiers Rodange - US Rumelange et son équipe réserve |

## Compétition

### Finale
|  | Racing Club Luxembourg | 3 - 2 | US Hollerich |  |  |
|  |                        |       |              |  |  |

## Bilan de la saison
| Championnat du Luxembourg de football 1909-1910 |                                    |
| Champion                                        | Racing Club Luxembourg (1er titre) |
| Promotions et relégations                       |                                    |
| Promus en Division Nationale                    | Inconnu                            |
| Relégués en Division d'Honneur                  | Inconnu                            |